# Dekada 1997–2007
Dekada 1997–2007 – kompilacja nagrań polskiego rapera Jacka „Meza” Mejera. Wydawnictwo ukazało się 1 czerwca 2007 roku nakładem wytwórni muzycznej My Music. Materiał stanowią utwory pochodzące z trzech poprzednich albumów solowych rapera, które znalazły się na dwóch płytach CD. Do albumu dołączona została także płyta DVD zawierająca teledyski oraz występy rapera zarejestrowane na żywo.
Płyta DVD ukazała się także „samodzielnie” pod identycznym tytułem 25 maja 2007 roku.

## Lista utworów
Opracowano na podstawie materiału źródłowego.
| CD 1 1. „Dekada” (muz.: Tabb) - 1:44 2. „Mezokracja” (muz.: Tabb, scratche: DJ Decks) - 4:20 3. „Pasja” (muz.: Doniu) - 3:27 4. „Żeby nie było” gościnnie: Liber (muz.: Doniu) - 3:48 5. „Aniele” gościnnie: Liber (muz.: Silent) - 3:58 6. „Ważne” gościnnie: Katarzyna Wilk (muz.: Tabb) - 3:31 7. „Nie ma nic” (muz.: Tabb) - 3:46 8. „Mistrzostwo” gościnnie: Liber (muz.: Tabb) - 3:47 9. „Kocham” - 3:11 10. „Wstawaj” gościnnie: Mieczysław Szcześniak (muz.: Tabb) - 3:38 11. „Sacrum” gościnnie: Katarzyna Wilk (muz.: Tabb) - 4:15 12. „Mamy siebie” gościnnie: Katarzyna Wilk (muz.: Tabb) - 3:51 13. „Pełen pokus” gościnnie: Owal (muz.: Tabb) - 4:15 14. „Ekstradyska” (muz.: Owal) - 3:49 15. „Nasze życie” gościnnie: Duże Pe (muz.: IGS, scratche: DJ Spox) - 4:04 |  | CD 2 1. „Drugi rejs” (muz.: Silent) - 1:39 2. „Trzeci rejs” gościnnie: Ascetoholix (muz.: Doniu) - 3:47 3. „Rejs czwarty” (muz.: Tabb, scratche DJ Hen) - 4:28 4. „Piąty rejs” gościnnie: Aro (muz.: Tabb, scratche: DJ Spox) - 3:10 5. „Rejs (szósty)” gościnnie: Katarzyna Wilk (muz.: Tabb) - 4:05 6. „Lajner płynie” (muz.: Silent) - 3:43 7. „Okrągła skóra” (muz.: Silent) - 2:45 8. „W sobie” (muz.: Silent) - 3:17 9. „Przechadzka” (muz.: Silent, scratche: DJ Decks) 3:20 10. „Chcę się śmiać” (muz.: Doniu) - 4:12 11. „Teza Meza” (muz.: Silent) - 3:03 12. „Świat jeden” (muz.: Silent) - 3:26 13. „Głosy” gościnnie: Owal (muz.: Tabb) - 4:05 14. „Nikt nie kocha Meza” (muz.: Tabb, scratche: DJ Spox) 3:39 15. „Futbol” gościnnie: Duże Pe (muz.: Tabb) - 4:37 16. „Panczlajner” (muz.: Tabb) - 3:36 17. „Spirala nienawiści” gościnnie: Katarzyna Wilk (muz.: Tabb) - 4:36 |

| DVD |
| --- |
| 1. „Mamy siebie” – Muzyczna Scena EMPiK i Onet.pl 2. „Ważne” – Muzyczna Scena EMPiK i Onet.pl 3. „Mezokracja” - Muzyczna Scena EMPiK i Onet.pl 4. „Sacrum" 5. „Wstawaj” 6. „Ważne” 7. „Nikt nie kocha Meza” 8. „Nie ma nic” 9. „Nasze życie” 10. „Panczlajner” 11. „Mezokracja” 12. „Żeby nie było” 13. „Pełen pokus" |